# E-ビジネス
e-ビジネス（いーびじねす、英: e-business）は、インターネットの技術を企業の業務処理全般に活用したコンピュータの利用形態のこと。

## 用語・表記
e-ビジネスのeは、e-mail（電子メール）、e-money（電子マネー）など同様に、電子(エレクトロニック、electronic)を表す。IBMは「e-ビジネス」または「e-business」、オラクルは「E-Business」と表記した。
IBMはe-businessの公式ロゴでインターネットを連想させるよう、先頭の「e」をアットマーク（＠）と似た文字を使用し、この文字は「e-businessロゴ」、「e-ロゴ」、「サークルe」、「e-in-a-circle」 などと呼ばれた。またサーバーのブランド名も eServer に統一され、先頭の「e」は同様の字体となったが、専用フォントが使用できない環境では「IBM e(e-businessロゴ)server」などの表記も併用された。

## 概要
e-ビジネス(e-business)は、1997年にIBM会長のルイス・ガースナーによる提唱で広まった用語であり、考え方、更にはキャンペーン用語である。
従来から提唱していたネットワーク・コンピューティングを更に発展させたものとして、インターネットの技術を、基幹業務を含めた企業の業務処理全般に適用したもので、企業のインターネット利用段階としては以下の3段階目に相当するとされる。
1. まず、インターネット用のサイトを立ち上げてユーザー向けのコンテンツ作成競争をする（e-mailやWebなど情報発信中心）
2. 次に、消費者との間や企業間で電子商取引をする（B2C、B2Bなど外部との双方向のe-Commerce）
3. 更には、各企業の基幹業務もインターネット技術を導入してプロセスの再構築が行われる（e-businessの段階）
4. 最終的には、経済界・政府・教育などを含めた社会全体の変革が行われる（e-society、e-community、e-government）

e-ビジネス(e-business)は、単なる電子商取引ではないとされる。電子商取引も含むが、従来からの企業内・企業間の基幹業務自体のプロセスも見直し、再構築（ビジネスプロセス・リエンジニアリング、BPR）し、変化への対応を迅速化し、効率を高める事（改善という部分最適ではなく、関連会社を巻き込んだ全体最適）が求められる。
背景として、インターネット自体の発展だけでなく、インターネット技術の企業内への適用であるイントラネット、更に企業間への適用であるエクストラネット、またグループウェア、ポータルサイト、検索エンジン、Java、Webサービス、携帯情報端末などの普及が挙げられる。
また、e-ビジネスを実現するためのシステム基盤（インフラ）として、アクセス数・データ量などの変動を吸収できるオートノミックコンピューティング、ユーティリティコンピューティングや仮想化、更にはコンサルティングを含め、コンピュータ・システム以外の再構築（コールセンターの集約化、業務や組織自体の企業間連携やアウトソーシングを含む統廃合など）が提案された。
2010年、IBMはクラウドコンピューティングを「ポストe-business」と言えると述べた。